# Bertram Brockhouse
Bertram Neville Brockhouse (Lethbridge, 15 luglio 1918 – Hamilton, 13 ottobre 2003) è stato un fisico canadese, vincitore, insieme a Clifford Shull, del premio Nobel per la fisica nel 1994, «i contributi pionieristici allo sviluppo delle tecniche di scattering dei neutroni per gli studi della materia condensata», in particolare per «lo sviluppo della tecnica di spettroscopia dei neutroni».

## Biografia
Brockhouse era nato a Lethbridge, nella provincia dell'Alberta, e si laureò presso l'Università della Columbia Britannica (ove ottenne il Bachelor of Arts nel 1947). Conseguì poi, presso l'Università di Toronto, il Master of Arts (1948) e il Doctor of Philosophy (1950). Da allora, fino al 1962, svolse attività di ricerca presso i Chalk River Laboratories, di proprietà dell'Atomic Energy of Canada Limited.
Nel 1962 divenne professore all'Università McMaster, ove rimase fino al pensionamento, avvenuto nel 1984.

### Altri riconoscimenti
Nel 2005, nell'ambito dei festeggiamenti per il settantacinquesimo anniversario dello stabilimento della sede della McMaster a Hamilton, nell'Ontario (città in cui Brockhouse morì nel 2003), gli fu intitolata una strada del campus, la Brockhouse Way. Anche la città di Deep River, sempre in Ontario, gli ha dedicato una strada.

### Vita privata
Bertram Brockhouse sposò Doris Miller, con la quale ebbe sei figli.